# 細斑吻鰕虎魚
細斑吻鰕虎魚，为輻鰭魚綱虾虎鱼亚目鰕虎魚科的其中一種

## 分布
本魚僅分布於臺灣花蓮及臺東地區。

## 特徵
本魚體延長，圓鈍而後方側扁，頭大，吻部寬鈍，雄魚吻部明顯長於雌魚，眼小而高。口裂大，向後斜下延伸至眼前緣垂線下方，體被櫛鱗，頰部及鰓蓋皆裸出，背鰭2個，雄魚第一背鰭以第二或第三棘最長，略延長呈絲狀，尾鰭圓形。體色為褐色或黑褐色，體側上半部鱗片基部呈黑褐色。雌魚中央具有一列深褐色斑點，雄魚則在頰部密布黑褐色細點，尾鰭深褐色，有6至8列灰黑色點紋，體長可達6.5公分。

## 生態
本魚棲息在石礫底質的河川，屬底棲性魚類，肉食性。

## 經濟利用
可食用或當觀賞魚。

## 扩展阅读
維基物種上的相關：細斑吻鰕虎魚